# Квіткоїд бурий
Квіткоїд бурий (Dicaeum everetti) — вид горобцеподібних птахів родини квіткоїдових (Dicaeidae).

## Навза
Вид названо на честь британського колоніального адміністратора, колекціонера птахів Альфреда Гарта Еверетта (1848—1898).

## Поширення
Вид поширений на Калімантані, Малайському півострові, островах Натуна та Ріау. Його природні місця проживання — субтропічні або тропічні вологі низовинні ліси та субтропічні або тропічні мангрові ліси.